# Langouet
Langouët (en bretó Langoed) és un municipi francès, situat a la regió de Bretanya, al departament d'Ille i Vilaine. L'any 2006 tenia 543 habitants.

## Demografia
| 1962                                       | 1968 | 1975 | 1982 | 1990 | 1999 |
| ------------------------------------------ | ---- | ---- | ---- | ---- | ---- |
| 257                                        | 278  | 317  | 418  | 454  | 537  |
| Des de 1962: població sense dobles comptes |      |      |      |      |      |

## Administració
| Període | Identitat    | Partit    |
| ------- | ------------ | --------- |
| 2001-   | Daniel Cueff | Les Verts |